# Krystian Okoniewski
Krystian Okoniewski (* 24. Januar 2005) ist ein polnischer Fußballspieler, der als Mittelstürmer für den Verein Puszcza Niepołomice spielt.

## Karriere

### Verein
Krystian Okoniewski begann seine Karriere in der Jugendabteilung von Olimpia Miączyn und Lechia Gdańsk. Seit  18. Februar 2023 ist er beim Verein Radomiak Radom, welcher in der Ekstraklasa spielt, unter Vertrag. Sein Debüt machte er beim Heimspiel am 6. März 2023 gegen Zagłębie Lubin, wo er in der 84. Minute eingewechselt wurde. Im Sommer 2024 wechselte Okoniewski zu Puszcza Niepołomice.

### Nationalmannschaft
Okoniewski war 2021 Teil der polnischen U17-Nationalmannschaft.